# Universidade de Agder
A Universidade de Agder (Universitetet i Agder, em norueguês; UiA) é uma das maiores instituições de ensino superior da Noruega.                                                                                                                                 

Tem a sua sede em Kristiansand, e dispõe de "campus" em Kristiansand e Grimstad.                                                                                                                                                

Tem cerca de 13 690 estudantes, dos quais 388 doutorandos, e conta com 1 504 professores e funcionários (2020).

Foi criada em 1994 a partir da fusão de seis faculdades localizadas em Kristiansand, Grimstad e Arendal.

## Faculdades
A universidade é composta por 6 faculdades e um departamento de formação de professores. 

- Faculdade de Saúde e Desporto
- Faculdade de Letras e Educação
- Faculdade de Artes
- Faculdade de Tecnologia e Ciências
- Faculdade de Ciências Sociais
- Escola Norueguesa de Administração
- Departamento de Formação de Professores